# Tarancón, el quinto mandamiento
Tarancón, el quinto mandamiento es un telefilme rodado en 2010, dirigido por Antonio Hernández y producido por Televisión Española, Radiotelevisión Valenciana y Nadie es Perfecto con la colaboración del Instituto Valenciano de Cinematografía, basado en la vida del cardenal español Vicente Enrique y Tarancón (1907-1994), figura clave en la Transición democrática de España. Originalmente anunciado como una miniserie de dos capítulos, se estrenó en La 1 el 29 de diciembre de 2011.
En 2010 se publicó una adaptación novelada del guion de Antonio Hernández y Jorge Galeano, con título homónimo, escrito por Fermín Cabal en la editorial Temas de Hoy.

## Sinopsis
La serie comienza con el asesinato por parte de ETA de Luis Carrero Blanco el 20 de diciembre de 1973, hecho que precipita la salida de Tarancón, arzobispo de Madrid de la capital al ser amenazado de muerte y aparecer por la ciudad numerosas pintadas con el lema «Tarancón al paredón». Una vez fuera de la ciudad, el cardenal recuerda su vida como joven sacerdote prófugo durante la Guerra Civil, consiliario de Acción Católica, obispo de Solsona, participante en el Concilio Vaticano II y figura clave en los últimos tiempos del franquismo, para posteriormente actuar de forma decisiva en la transición democrática.

## Reparto
El reparto principal de la película es:
- José Sancho: Vicente Enrique y Tarancón
- Eusebio Poncela: Casimiro Morcillo
- Roberto Álvarez: José María Martín Patino
- Antonio Valero Osma: Torcuato Fernández Miranda
- Enrique Arce: Padre Redó
- Manolo Cal: Manuel Primo
- Guillermo Montesinos: Padre Escudero
- Fernando Albizu: Juan XXIII
- Roger Coma: Tarancón en su juventud
- Enric Juezas: Nieto Antúñez
- Álex Tormo: Rey Juan Carlos I
- Francisco Merino: Carlos Arias Navarro
- Carlos Areces: Francisco Franco
- Candela Márquez: Esposa del Abogado
- Vicente Ayala: Adolfo Suárez

## Producción
El rodaje comenzó el 2 de noviembre de 2009 en los estudios de la Ciudad de la Luz de Alicante. También se rodaron escenas en Cheste, Madrid, Alcudia, Galicia, Solsona, Burriana y en Valencia en la iglesia parroquial del Ángel Custodio.

## Audiencias
La audiencia de Tarancón fue muy buena en su duración con una media de 18,6% de Share y más de 3 millones de espectadores.